# Прусіновиці (Свентокшиське воєводство)
Прусіновиці (пол. Prusinowice) — село в Польщі, у гміні Васнюв Островецького повіту Свентокшиського воєводства.
Населення — 187 осіб (2011).
У 1975-1998 роках село належало до Келецького воєводства.

## Демографія
Демографічна структура на день 31 березня 2011 року:
|          | Загалом | Допрацездатний вік | Працездатний вік | Постпрацездатний вік |
| -------- | ------- | ------------------ | ---------------- | -------------------- |
| Чоловіки | 102     | 11                 | 73               | 18                   |
| Жінки    | 85      | 14                 | 47               | 24                   |
| Разом    | 187     | 25                 | 120              | 42                   |